# Исари Чеерчи
Иса́ри Чеерчи́ (годоб. ГIисари ЧIегIерчи) — годоберинский абрек, предводитель войска, делавший набеги на соседние сёла со своими людьми.  Благодаря своей силе был воспет во многих годоберинских легендах.

## Биография
Родился в селе Годобери (ныне — Ботлихский район Республики Дагестан), однако по другим версиям утверждается, что он являлся выходцем из села Рацитль (ныне — Ахвахский район Республики Дагестан).
Чеерчи происходил из знатного годоберинского рода Исарибе. Он обладал большой ловкостью и силой. По местным преданиям, он был так силён, что легко поднимал и переносил на себе громадные камни, обладал красотой и смелостью. 
Чеерчи, по рассказам, покинул селение и поселился на хуторе Рихватли. Этот небольшой хутор сохранился до нашего времени. Здесь можно видеть стены старинной кладки. По рассказам, рядом с этими стенами стояли его дом и башня. В 30 шагах от того места, где стояла башня, находится «мемориальный памятник», построенный им самим ещё при жизни. Памятник этот представляет собой врезанную в склон кладку с нишей по фасаду. В нише находится каменная доска со стёртой надписью арабским шрифтом, поврежденная выстрелами. Говорят, выстрелы были сделаны врагами Чеерчи, чтобы оскорбить его память.
Самый лучший конь в этих краях принадлежал ему. Со своими людьми Чеерчи делал набеги на сёла Шодрода и Ансалта, угоняя оттуда скот. Вскоре он завладел почти всеми пастбищами своего хутора и враждовал со многими жителями своего селения, захватывая и их пастбища. Он обычно сидел в башне на верхнем этаже и оттуда стрелял, если замечал, что чужой скот пасется на его угодьях. Так он убил много людей, и никто не был в силах ему отомстить.
Тогда одна женщина, сестра годоберинца, убитого им, поднесла ему бокал с отравленной бузой. Близкие люди и родня уговаривали его не пить бузу, но он на это ответил: «Я не боюсь врагов, а тем более женщин». Выпив бузу, он отравился и умер. После этого жители Верхнего Годобери напали на хутор, обложили башню дровами и подожгли. Рассказывают, что в его башне оказалось так много масла и курдюков, что из подожженной башни жир ручьями тек до самой речки.

## Семья
У Чеерчи было семь сыновей, он имел много родственников в Верхнем Годобери.
В рассказе, записанном этнографами Барият Алимовой и Сергеем Лугуевым у местного жителя села Годобери, повествуется следующее:

Однажды в молодости я отправился в Чечню, чтобы купить скот для старшего брата. По дороге в горах я встретил мужчину и двух женщин. Они говорили по-чеченски и спросили меня, откуда я и куда держу путь. Я ответил. Те сказали мне, что они по происхождению тоже годоберинцы — потомки одного из сыновей Чеерчи и живут на чеченском хуторе.